# Chile na Letních olympijských hrách 1956
Chile se účastnilo Letní olympiády 1956 v australském Melbourne v 6 sportech. Zastupovalo ho 17 sportovců (16 mužů a 1 žena).

## Medailisté
| Medaile | Jméno              | Sport    | Disciplína                |
| ------- | ------------------ | -------- | ------------------------- |
| Stříbro | Marlene Ahrensová  | Atletika | Ženy hod oštěpem          |
| Stříbro | Ramón Tapia        | Box      | váha střední do 75 kg     |
| Bronz   | Claudio Barrientos | Box      | váha bantamová – do 56 kg |
| Bronz   | Carlos Lucas       | Box      | váha polotěžká do 81 kg   |